# Michalis Travlos
Michalis Travlos (født 7. juli 1950 i Piraeus, Grækenland) er en græsk komponist og professor i musikteori.
Travlos studerede i 1970 på Athens Nationale Musikkonservatorium, og senere på Berliner Kunst Hochschule hos Isang Yun (1975-1980).
Han har skrevet 1 symfoni, orkesterværker, kammermusik, korværker, sonater, elektronisk musik, koncerter og soloværker for mange instrumenter.
Travlos er en selvstændig undervisende professor i Athen, og kunstnerisk leder på Nikos Skalkottas Konservatoriet.

## Udvalgte værker
- Symfoni Retro - for orkester
- Klepsydra (vandur) – for orkester
- Odysseus eventyr – for orkester
- Væske – for strygeorkester
- Klaverkoncert - for klaver og orkester
- Cellokoncert - for cello og orkester
- Andromeda – elektronisk symfonisk musik
- Regnbuefarverne – elektronisk symfonisk musik
- Nattens Rondo – for solo klaver
- Progressioner – for solo obo